# Heliophanus kenyaensis
Heliophanus kenyaensis är en spindelart som beskrevs av Wesolowska 1986. Heliophanus kenyaensis ingår i släktet Heliophanus och familjen hoppspindlar. Inga underarter finns listade i Catalogue of Life.